# 地下鉄L形電気機関車
L形（ロシア語: Л）は、ムィティシ機械製造工場（現：メトロワゴンマッシュ）が製造した蓄電池電気機関車（事業用車）。モスクワの地下に存在する"メトロ-2"と呼ばれる地下鉄での使用を想定した車両で、製造企業側からは81-711形という形式名も与えられていた。

## 概要・運用
モスクワの地下にはモスクワ地下鉄に加え、核兵器を始めとする攻撃に晒される事態に備え政府要人が避難する地下シェルターと臨時拠点、郊外のシェルターを繋ぐメトロ-2と呼ばれる地下鉄網が広がっている。だがこれらの路線は第三軌条方式で電化されているモスクワ地下鉄とは異なる非電化路線である事から、蓄電池に蓄えられた電力で動く大型の動力車が必要となった。それに基づきムィティシ機械製造工場で開発が行われたのがL形電気機関車である。
当時製造が続いていたEzh3形を基に設計が行われ、車体両端に同型の先頭部が設置された一方、側面は運転室を除いて乗降扉や窓が設置されておらず、屋根も運転室や車体中央部以外には存在しなかった。車内には蓄電池が左右に搭載され、最高速度は15 km/hであった。
1974年に3両（5686、5710、5712）が製造され、1986年にもメトロ-2の路線延長に伴い3両（0087-0089）の増備が実施された。これらの車両は車体のビード加工の形状などの差異が存在した。L形と同様に蓄電池を備えたメトロ-2用の旅客車両であるEzh6形と3両（Ezh6形＋L形＋Ezh6形）もしくは4両編成（Ezh6形＋L形＋L形＋Ezh6形）を組む事が想定され、第三軌条方式による電化区間ではL形は動力を使用しない付随車両として使用される事となっていた。
ソビエト連邦の崩壊後もモスクワ地下鉄の事業用車として一部車両が在籍したが、後継車となる730.15形気動車の導入により廃車が進行し、0088を除いた車両は2009年までに解体されている。

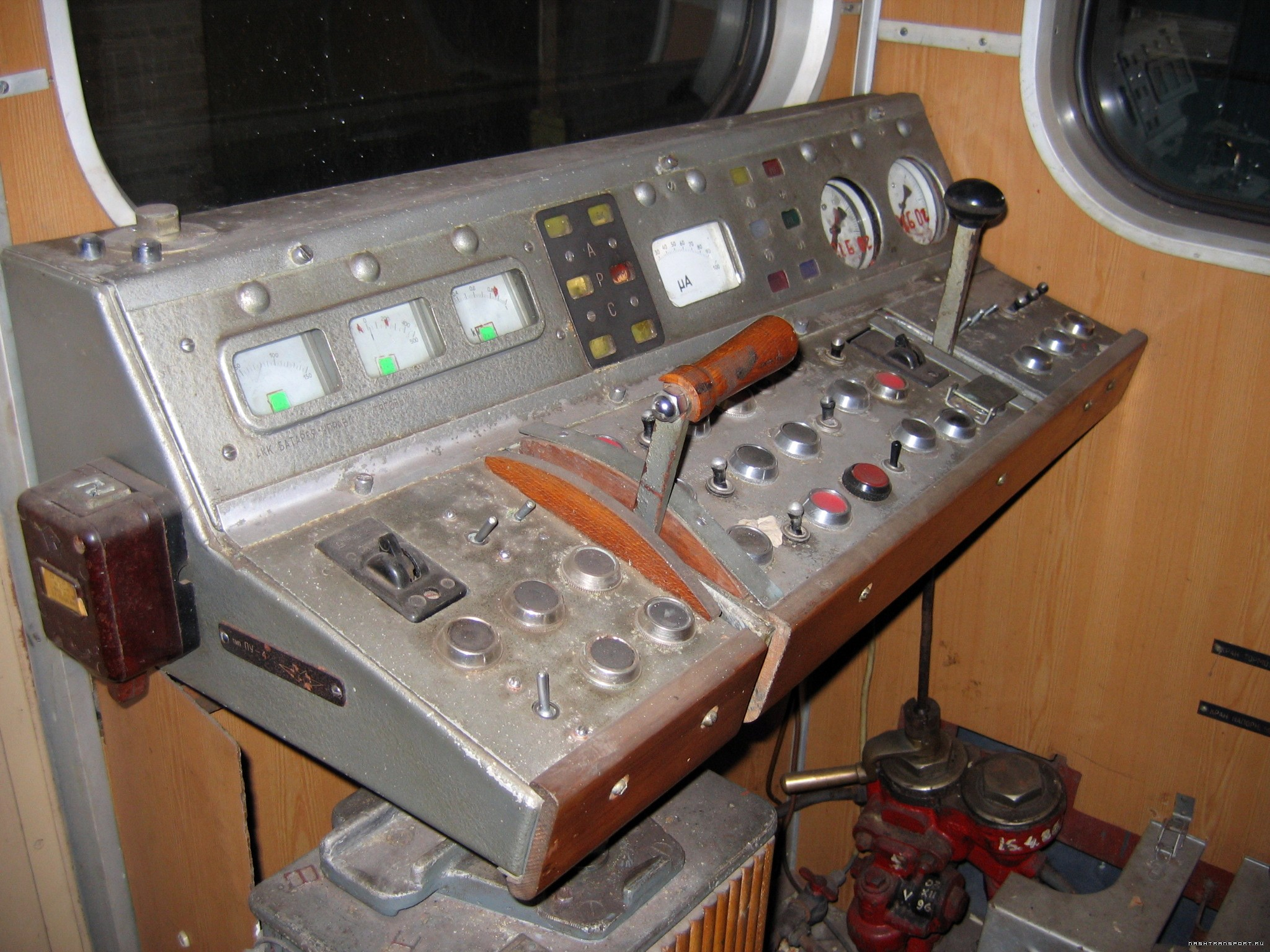
運転台
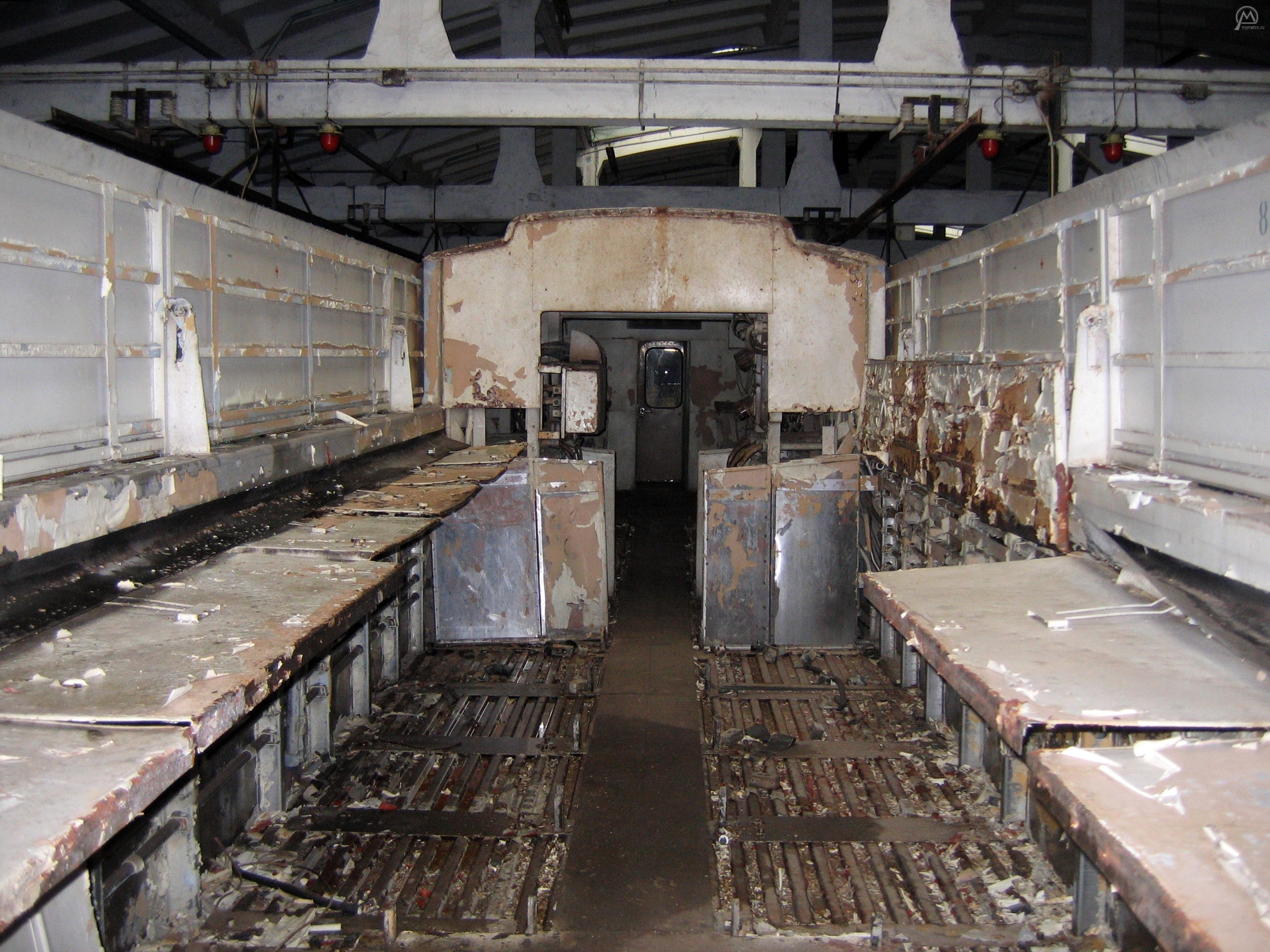
車内 左右に蓄電池が設置されていた

## 参考資料
- Абрамов Е.Р (2015). Электроподвижной состав отечественных железных дорог. Москва́